# Raja białoplama
Raja białoplama (Raja brachyura) – gatunek ryby chrzęstnoszkieletowej z rodziny rajowatych (Rajidae).

## Występowanie
Północny Atlantyk od Wysp Szetlandzkich do Madery oraz wzdłuż wybrzeża północnoafrykańskiego. W zachodniej części Morza Śródziemnego występuje rzadko.
Występuje na piaszczystym lub mulistym dnie, zwykle na głębokości od 40 do 110 m, młode osobniki żyją w płytszych wodach, a starsze w głębszych. 

## Cechy morfologiczne
Osiąga maksymalnie do 1,5 m długości i masę ciała około 12 kg. Ciało spłaszczone grzbietobrzusznie o kształcie rombowatej tarczy, płetwy piersiowe prostokątne. Pysk nieco wydłużony, tępo zakończony, rozwartokątny. Skóra grzbietu szorstka na całej powierzchni, wzdłuż trzonu ogonowego biegnie długi szereg kolców. Uzębienie składa się z 60–90 zębów, u obu płci jednakowe, spiczaste. Dwie płetwy grzbietowe o takiej samej wielkości znajdują się na końcu trzonu ogonowego. Płetwa ogonowa uwsteczniona. Brak płetwy odbytowej.
Strona grzbietowa jasnobrązowa z licznymi, rozsianymi po całej powierzchni małymi, czarnymi cętkami oraz nielicznymi większymi jasnymi plamami (stąd nazwa raja białoplama). Strona brzuszna biaława lub białożółta.

## Odżywianie
Żywi się małymi przydennymi zwierzętami, głównie ryby, kraby i mięczaki.

## Rozród
Ryba jajorodna. Okres rozwoju zarodka trwa około 7 miesięcy.